# Batalla de March Ráhit (684)
La batalla de March Ráhit (en árabe: Yawm Marŷ Rāhiṭ) fue una de las primeras batallas de la Segunda Guerra Civil islámica. Se libró el 18 de agosto de 684 entre los ejércitos de los grupos tribales Banu Kalb, apoyando a los Omeyas y al califa Marwán I, y los Banu Qays bajo Al-Dahhak ibn Qays al-Fihri, quien apoyó a Ibn az-Zubayr (Abdallah ibn al-Zubayr), que se había proclamado califa en La Meca. 
La victoria kalbí consolidó la posición de los Omeyas, bajo Marwán I, sobre Siria, allanando el camino para su eventual victoria en la guerra civil contra Ibn al-Zubayr. Sin embargo, también dejó un amargo legado de la división y la rivalidad entre los Qaysíes y los Kalbíes, lo que contribuiría a muchos conflictos y la inestabilidad durante el resto del Califato Omeya.

## Antecedentes
A la muerte de Mu'awiya I (r. 661-680), fundador del califato Omeya, en el año 680, el mundo musulmán fue arrojado al caos. Aunque Mu'awiya había nombrado a su hijo Yazid I como su heredero, esta elección no fue reconocida universalmente, especialmente por las viejas élites de Medina, que desafiaron la afirmación de los Omeyas a la sucesión. Entre ellos, los dos candidatos principales para el califato fueron los Alid Husayn ibn Ali y Abdalah ibn az-Zubayr. Husáyn al principio intentó una rebelión abierta contra los omeyas, pero esto resultó en su muerte en la batalla de Karbala en octubre 680, dejando a Ibn az-Zubayr como el principal candidato. Mientras vivió Yazid, Ibn az-Zubayr denunció su gobierno desde el santuario de La Meca, pero no reclamó abiertamente el Califato, en vez insistiendo en que el califa debe ser elegido de la manera tradicional, por una asamblea tribal (shura) de entre todos los Quraysh. Después de la revuelta de Medina contra el dominio omeya en 683 Yazid envió un ejército a Arabia que derrotó a los habitantes de Medina e incluso puso cerco a La Meca, pero la muerte de Yazid en noviembre obligó a la fuerza expedicionaria a regresar a casa.
Yazid fue sucedido por su hijo, Muawiya II, pero murió unas semanas después y nunca gozó de ninguna autoridad real fuera del bastión tradicional de la familia en Siria. Su muerte provocó una crisis, ya que sus otros hermanos eran demasiado jóvenes para sucederlo en el trono. En consecuencia, la autoridad omeya se derrumbó a lo largo y ancho del Califato e Ibn az-Zubayr fue aceptado por la mayoría de los musulmanes como su nuevo líder: el omeya gobernador de Irak, Ubayd Alah ibn Ziyad, fue expulsado de la provincia, las monedas en el nombre de Ibn az-Zubayr se acuñaron en Persia, y los Banu Qays del norte de Siria y de Yazira le abandonaron. Incluso algunos miembros de la familia Omeya consideraron ir a La Meca y declararle su lealtad. En el centro y el sur de Siria, sin embargo, la causa omeya fue confirmada por las tribus locales, encabezados por los Banu Kalb bajo Ibn Bahdal y Ubayd Alah ibn Ziyad. En su iniciativa, se realizó una shura de las tribus leales al Jabiya, donde Marwán ibn al-Hákam, un primo de Muawiya I, que había servido a las órdenes del califa Uthmán ibn Affán (r. 644-656), pero no jugó ningún papel en la régimen omeya de Muawiya, fue elegido como candidato califal de los Omeyas.

## Las primeras escaramuzas y la batalla de Marŷ Ráhit
Al-Qays ibn Dahhak al-Fihri, líder de los Qais, y, al comienzo, un leal partidario de los omeyas contra Alí, se pasó al bando de Zubair tras la muerte de Muawiya II. Ad-Dahhak fue persuadido a reconocer a Ibn az-Zubayr y comenzó a reunir sus fuerzas en el campo de March as-Suffar cerca de Damasco. En respuesta, la coalición omeya marchó a Damasco, que fue entregada a los omeyas por un miembro de la tribu Gasánida.
Los dos ejércitos se enfrentaron primero a mediados de julio 684 en la llanura de Marŷ as-Suffar en donde los Qais fueron empujados hacia March Ráhit. Siguieron veinte días de escaramuzas entre los dos bandos, hasta la batalla final que tuvo lugar el 18 de agosto. Los números de los dos oponentes son inciertos: At-Tabari pone las fuerzas de Marwán en 6000, otra tradición en 13 000 y 30 000 para Marwán y Ad-Dahhak respectivamente, mientras que Ibn Jayyat infla los números a 30 000 y 60 000 respectivamente. Las tradiciones coinciden, sin embargo, en que las fuerzas omeyas fueron considerablemente superadas en número. Los comandantes de Marwán fueron Abbás ibn Ziyad, Amr ibn Sa'id al-As y Ubayd Allah ibn Ziyad (otra tradición tiene a Ubayd Alá al mando de la caballería y Málik ibn Hubayra as-Sakuni al de la infantería), mientras que solo uno de los comandantes de Al-Dahhak, Ziyad ibn Amr ibn Mu'awiya al-Uqayli, es conocido.
Una gran cantidad de anécdotas, relatos individuales y poemas sobre la batalla sobreviven, pero los detalles de la batalla en sí no son claros, excepto que el día resultó en una aplastante victoria omeya: los principales líderes de los Qays, incluido Ad-Dahhak, cayó en el campo. N. Elisséeff explica el éxito de los omeyas por la posible deserción de tribus alineadas con Qays durante las semanas anteriores, deseosas de mantener la hegemonía siria sobre el Califato. Además, Elisséeff señala que los omeyas todavía controlaban el tesoro del estado en Damasco, lo que les permitía sobornar a las tribus para que se les unieran. Los restos del ejército de Qays huyeron a Qarqisiya bajo Zufar ibn al-Hárith al-Kilabi, y Marwán fue oficialmente proclamado califa en Damasco.

## Consecuencias
La victoria de March Ráhit aseguró la posición de los omeyas en Siria y les permitió pasar a la ofensiva contra los partidarios de Ibn az-Zubayr. Egipto fue recuperado más tarde en el año, pero un intento de recuperar Irak bajo Ubayd Alah ibn Ziyad fue derrotado por las fuerzas pro Alida bajo al-Mujtar cerca de Mosul en agosto de 686. Abd al-Málik, que había sucedido a su padre Marwán I después de la muerte de este último en abril de 685, se limitó a asegurar su propia posición, mientras que Mus'ab ibn az-Zubayr derrotó a al-Mujtar y tomó el control de todo Irak en 687. En 691, Abd al-Málik logró llevar a Zufar al-Kilabi de regreso al redil de los Omeyas y avanza hacia Irak. Mus'ab ibn az-Zubayr fue derrotado y asesinado y la autoridad omeya se restableció en todo el este. En octubre de 692, después de otro sitio de La Meca, Abdalah ibn az-Zubayr fue asesinado y la guerra civil terminó.